# Santiago Suchilquitongo (kommun)
Santiago Suchilquitongo är en kommun i Mexiko.   Den ligger i delstaten Oaxaca, i den sydöstra delen av landet, 300 km sydost om huvudstaden Mexico City.
Följande samhällen finns i Santiago Suchilquitongo:
- Santiago Suchilquitongo